# تونگ ین لین
تونگ ین لین (انگلیسی: Tung-Yen Lin; ۱۴ نوامبر ۱۹۱۲ – ۱۵ نوامبر ۲۰۰۳) مهندس عمران، مهندس، استاد دانشگاه، و مهندس سازه اهل ایالات متحده آمریکا بود.
وی همچنین برندهٔ جوایزی همچون نشان ملی علوم شده‌است.